# Fassa Bortolo (wielerploeg)

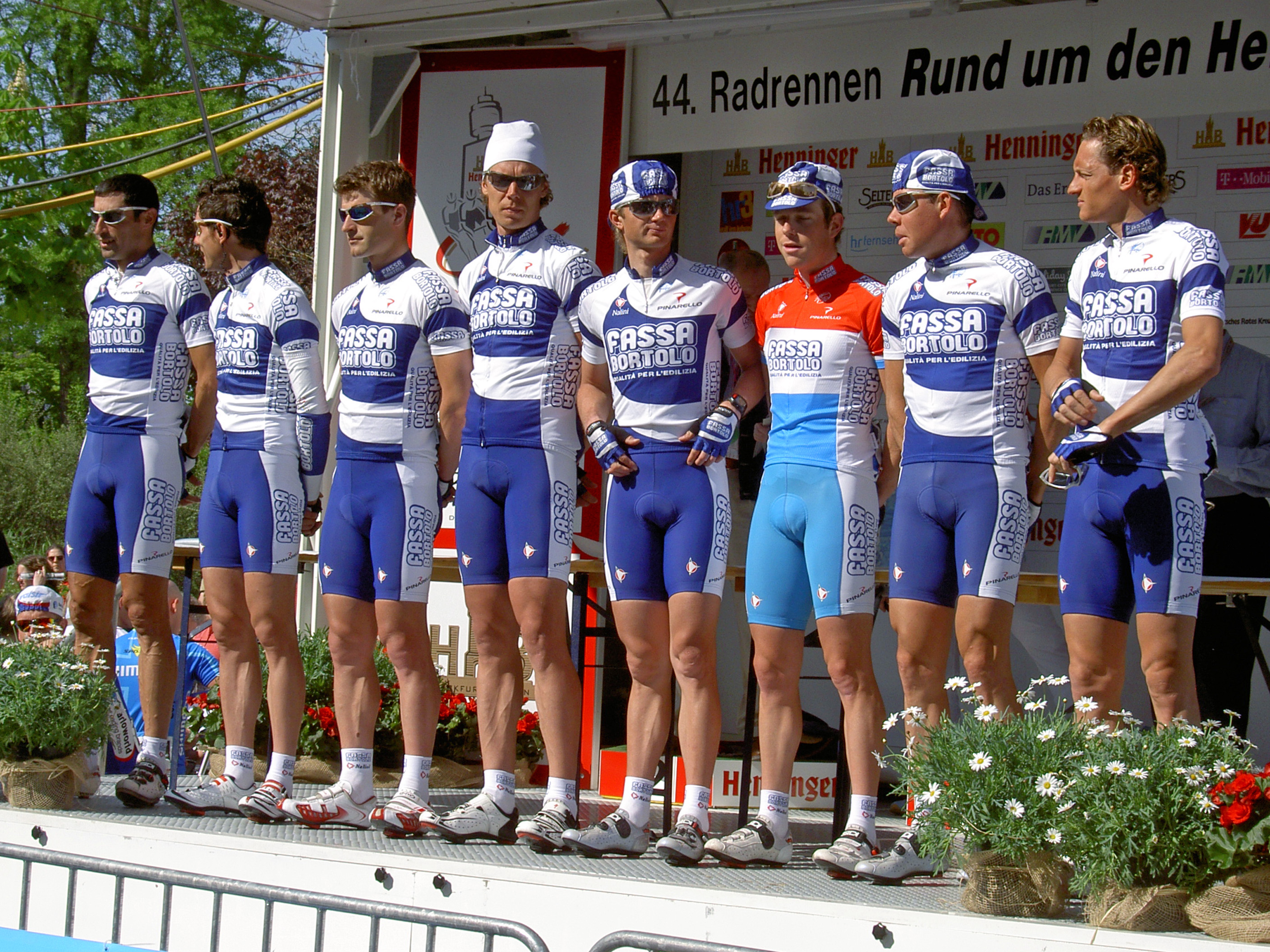
Fassa Bortolo tijdens Rund um den Henninger-Turm 2005. De Luxemburger Kim Kirchen draagt als nationaal kampioen de kleuren van zijn land.

Fassa Bortolo was een Italiaanse wielerploeg, die gesponsord werd door een fabrikant van bouwmaterialen zoals lijm. In het begin van eenentwintigste eeuw was het een toonaangevende ploeg, die met veel allround renners en topsprinter Alessandro Petacchi diverse koersen domineerde.
Fassa Bortolo reed zes seizoenen in het peloton rond, van 2000 tot 2005. 

## Historiek
De Fassa Bortolo-ploeg werd in 2000 opgericht met ploegleider Giancarlo Ferretti aan het roer. In de loop der jaren reden onder andere Michele Bartoli, Ivan Basso, Francesco Casagrande, Aitor González Jiménez, Fabio Baldato, Frank Vandenbroucke, Filippo Pozzato, Marzio Bruseghin, Dmitri Konysjev, Tadej Valjavec en Raimondas Rumšas voor Fassa Bortolo. In het laatste jaar (2005) waren de belangrijkste renners Fabian Cancellara, Juan Antonio Flecha, Kim Kirchen, Dario Frigo en Alessandro Petacchi. Ook talenten als Kanstantsin Siwtsow en Vincenzo Nibali verdedigden de kleuren van Fassa Bortolo in 2005.
Fassa Bortolo kwam in 2005 uit in de UCI ProTour, maar had slechts een licentie voor één seizoen, omdat de sponsor er daarna mee zou stoppen. Ploegleider Ferretti heeft nog lang geprobeerd een nieuwe sponsor te vinden, maar op 22 juli maakte hij bekend dat dat niet gelukt was. Meteen werd bekend dat Petacchi en diens knechten Alberto Ongarato, Fabio Sacchi en Marco Velo naar Team Milram zouden verhuizen, dat destijds de opvolger was van wielerploeg Domina Vacanze.

## Belangrijke zeges
2000
- Ronde van Italië: 1 etappe en puntenklassement - Konysjev
- Ronde van Spanje: 2 etappes - Petacchi
- Ronde van Lombardije - Rumšas

2001
- Ronde van Italië: 2 etappes - Frigo en Tosatto
- Parijs-Nice: 1 etappe en eindklassement - Frigo
- Ronde van Romandië: eindklassement - Frigo
- Ronde van Frankrijk: 1 etappe - Ivanov
- Ronde van het Baskenland: eindklassement - Rumsas

2002
- Amstel Gold Race - Bartoli
- Milaan-Turijn - Bartoli
- Ronde van Emilia - Bartoli
- Ronde van Lombardije - Bartoli
- Ronde van Frankrijk: jongerenklassement - Basso
- Ronde van Spanje: 1 etappe - Petacchi

2003
- Ronde van Italië: 8 etappes - Petacchi (6x), Frigo, González
- Ronde van Frankrijk: 4 etappes - Petacchi
- Ronde van Spanje: 5 etappes - Petacchi
- Tirreno-Adriatico - Pozzato
- Ronde van Lazio - Bartoli
- Ronde van Lombardije - Bartoli
- Parijs-Brussel - Kirchen

2004
- Ronde van Italië: 9 etappes en puntenklassement - Petacchi
- Ronde van Frankrijk: 3 etappes - Cancellara, González, Pozzato
- Ronde van Spanje: 4 etappes - Petacchi
- Ronde van Lazio - Flecha

2005
- Milaan-San Remo - Petacchi
- Ronde van Italië: 4 etappes - Petacchi
- Ronde van Frankrijk: 1 etappe - Bernucci
- Ronde van Spanje: 5 etappes en puntenklassement - Petacchi
- Milaan-Turijn - Sacchi
- Ronde van Polen - Kirchen

## Ploegen per jaar
- Ploeg 2000
- Ploeg 2001
- Ploeg 2002
- Ploeg 2003
- Ploeg 2004
- Ploeg 2005